# Ernst Hoffmann (Komponist)

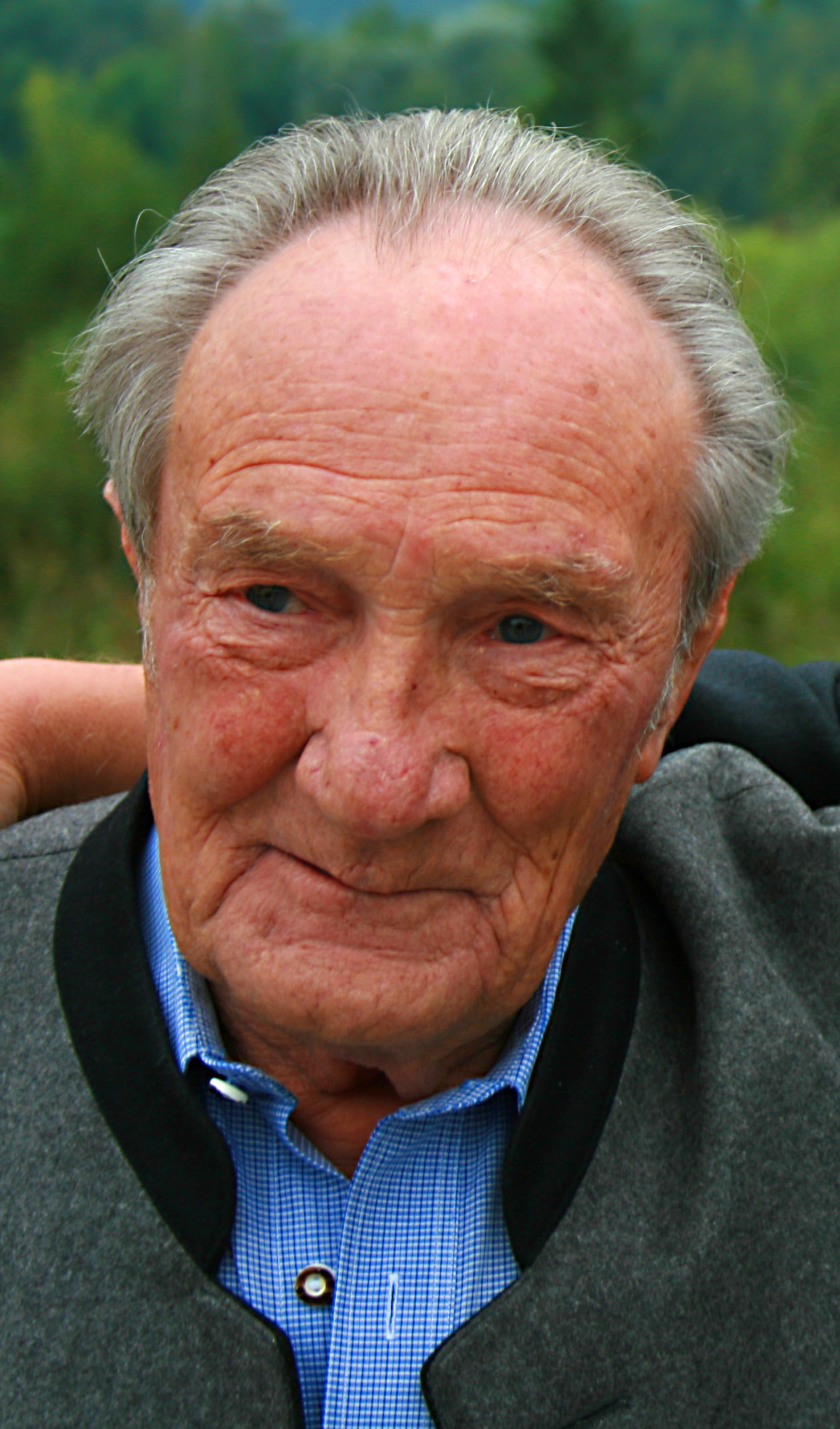
Ernst Hoffmann (2008)

Ernst Hoffmann (* 2. September 1928 in Erlangen; † 2. Januar 2016 in Garmisch-Partenkirchen) war ein deutscher Komponist, Posaunist, Dirigent, Arrangeur und Musiklehrer.

## Leben
Ernst Hoffmann kam schon als Kind mit der Musik in Berührung. Er erhielt Geigenunterricht und wurde als junger Mann als Heeresmusikschüler angenommen. Nach dem Ende des Zweiten Weltkriegs studierte er am Staatskonservatorium Würzburg und erlangte dort seinen Abschluss als Posaunist. Anschließend ging er zum LSC Tanzorchester nach Esslingen am Neckar. Von 1956 bis 1981 war er Solo-Posaunist beim Musikkorps der 1. Gebirgsdivision in Garmisch-Partenkirchen unter der Leitung des Dirigenten Werner Zimmermann-Dreher.
Neben diesen Tätigkeiten war Ernst Hoffmann als Komponist, Arrangeur und Orchesterleiter tätig. Nach seinem Ausscheiden aus dem aktiven Dienst als Berufsmusiker bei der Bundeswehr stand er am Dirigentenpult der Oberammergauer Passionsspiele, leitete den „Musikverein Oberammergau“ und war jahrelang Chef der bekannten Blaskapelle „Garmischer Alpenjäger“. Außerdem war er auch im Musikverein Ohlstadt für viele Jahre tätig. Die Kompositionen und Arrangements von Ernst Hoffmann zeichnen sich aus durch schwungvolle Melodieführung, stilsichere Behandlung der Komposition ohne technische Fallen sowie zeitgemäßen Rhythmen.
Im Jahr 2009 wurde er als Kulturbotschafter der Blasmusik im Musikbund von Ober- und Niederbayern ausgezeichnet.

## Werke (Auswahl)
Hoffmanns bekanntestes Werk ist der 1969 komponierte Konzertmarsch „Blauer Enzian“.
Komponist
- Im Kurgarten (Volkstümlicher Walzer). Inntal-Verlag, Oberaudorf.
- mal so – mal so (Tänzerische Skizze). Inntal-Verlag, Oberaudorf.
- Synkopiert (Solo für 3 Posaunen und Blasorchester). Inntal-Verlag, Oberaudorf.
- 1958: Hoffmannstropfen (Solistenpolka für 3 Posaunen). Dennerlein, München, DNB 1003285651.
- 1961: Tauwetter (Blues für Trompete). Verlag Wrede, Berlin/Wiesbaden, DNB 1003286208.
- 1961: Zaunkönig-Polka (Solisten-Polka für 4 Klarinetten). Verlag Wrede, Berlin/Wiesbaden, DNB 1003286828.
- 1964: Rosenwalzer (Moderner Konzertwalzer). Inntal-Verlag, Oberaudorf.
- 1964: Iberia (Bolero). Verlag Wrede, Berlin/Wiesbaden, DNB 1003285805.
- 1968: Seppl-Polka. Inntal-Verlag, Oberaudorf.
- 1969: Blauer Enzian (Konzertmarsch). Inntal-Verlag, Oberaudorf.
- 1972: Der kleine Esel (Intermezzo). Inntal-Verlag, Oberaudorf.
- 1975: Unter’m Edelweiß (Konzertmarsch). Inntal-Verlag, Oberaudorf, DNB 99505567X.
- 1975: Sax-Trombo (Solo für Sax- und Posaunensatz im Big-Band-Sound). Inntal-Verlag, Oberaudorf.
- 1975: Bolero Azzurro (Konzertstück mit spanischem Kolorit). Inntal-Verlag, Oberaudorf.
- 1983: Trompeten-Express (Polka für 3 Solo-Trompeten). Verlag Siegfried Rundel, Rot an der Rot, DNB 350020787.
- 1985: Opening (Konzertmarsch). Verlag Siegfried Rundel, Rot an der Rot, DNB 350130787.
- 1989: Abschiedsmelodie (Trompetensolo). Verlag Loosmann, Ettenheim-Altdorf, DNB 351137750
- 1993: Globetrotter (heiteres Intermezzo für 3 Posaunen und Tuba). Edition Brand, Ebersberg, OCLC 31266937.
- 1993: Feeling in blues (Skizze für 4 Posaunen und Tuba). Edition Brand, Ebersberg, OCLC 31266929.
- 1997: Duett (Polka für 2 Tenorhörner und Blasorchester). Inntal-Verlag, Oberaudorf, OCLC 164575048.
- 1997: Spatzen-Trio (Solo für 3 B-Klarinetten und Blasorchester). Inntal-Verlag, Oberaudorf, OCLC 164575053.
- 1997: Montagna (Charakterstück). Ewoton-Musikverlag, Queidersbach, DNB 35703418X.
- 2000: Roadrunner (Beatfantasie für modernes Blasorchester). Wertach-Musikverlag, Kaltental, OCLC 163852376.
- 2001: Erinnerungen an Böhmen (Konzertwalzer). Wertach-Musikverlag, Kaltental, OCLC 163638772.
- 2001: Holiday for woodwinds (Solo für Holzsatz und Blasorchester). Wertach-Musikverlag, Kaltental, OCLC 163638777.
- 2001: Festlicher Auftakt. Wertach-Musikverlag, Kaltental, OCLC 163638775.
- 2001: Fanfare und Hymnus. Wertach-Musikverlag, Kaltental, OCLC 163638774.
- 2001: In stiller Trauer (Trauermarsch). Wertach-Musikverlag, Kaltental, DNB 35823848X.
- 2001: Der Weg zum Herrn (Trauermarsch). Wertach-Musikverlag, Kaltental, DNB 358238471.
- 2002: Sechs Sätze für Blechbläser (Sammlung; enthält: In Gedanken. Tanzparty. In froher Laune. Leicht beschwipst. Schlendrian. Der Schelm.). Wertach-Musikverlag, Kaltental, OCLC 163163181.
- 2002: Zum Jubiläum (Konzertmarsch). Wertach-Musikverlag, Kaltental, OCLC 163638778.
- 2003: Gentleman (Solo für Posaune und Blasorchester). Mosch-Musikverlag, Germaringen, OCLC 163279901.
- 2003: Gut aufgelegt (Solo-Polka für 2 Flügelhörner und Blasorchester). Wertach-Musikverlag, Kaltental, OCLC 163272529.
- 2003: Frische Brise (Solo für 3 Trompeten und Blasorchester). Wertach-Musikverlag, Kaltental, OCLC 163272521.
- 2004: In froher Runde (tiefes Blechquartett). Wertach-Musikverlag, Kaltental, DNB 358799228.
- 2004: Ständchen (tiefes Blechquartett). Wertach-Musikverlag, Kaltental, OCLC 163185009.
- 2004: Gut gebrummt (Walzer für 4 Tuben). Wertach-Musikverlag, Kaltental, OCLC 163184993.
- 2005: Zum Gedenken (feierlicher Choral). Wertach-Musikverlag, Kaltental, OCLC 643178493.
- 2005: Die lustigen Vier (Solo für 3 Posaunen und Tuba). Wertach-Musikverlag, Kaltental, OCLC 643178538.
- 2007: Erinnerung (für 3 Posaunen und Tuba). Wertach-Musikverlag, Kaltental, OCLC 213506622.
- 2007: Blues time (Blues für großes Blasorchester). Wertach-Musikverlag, Kaltental, OCLC 213506619.
- 2009: Turteltauben (Solo für 3 Flöten in C und Blasorchester). Wertach-Musikverlag, Kaltental, OCLC 643993381.
- 2009: Posaunen Launen (Solo für 3 Posaunen). Wertach-Musikverlag, Kaltental, OCLC 705448974.
- 2010: Headlines (Konzertmarsch). Verlag Loosmann, Ettenheim-Altdorf, DNB 1005898715
- 2011: Holz auf Holz (Solo für Xylophon). Wertach-Musikverlag, Kaltental, OCLC 730008618.

Arrangeur
- 1968: Werner Zimmermann: Oberammergauer Madl’n (Volkstümlicher Konzertwalzer). Inntal-Verlag, Oberaudorf.
- 1969: Werner Zimmermann: Oberammergauer Buam (Konzertmarsch). Inntal-Verlag, Oberaudorf.
- 1969: Werner Zimmermann: Inzeller Jagdhorn-Marsch (Konzertmarsch für Plesshörner oder Trompeten und Blasorchester). Inntal-Verlag, Oberaudorf.
- 1973: Werner Zimmermann: Moosburger Marsch (Konzertmarsch). Inntal-Verlag, Oberaudorf.
- 1979: Karl de Vorschée: Neuschwansteiner Marsch. Alpenland-Verlag, Gauting, DNB 354284584.
- 1995: Karl Gustav Zimmermann: Ach, Opa (Faschings-Polka). Karl Gustav Zimmermann, Garmisch-Partenkirchen, DNB 351048634.
- 1995: Karl Gustav Zimmermann: Alles, alles Gute (Geburtstags-Walzerlied). Karl Gustav Zimmermann, Garmisch-Partenkirchen, DNB 351048596.
- 1995: Karl Gustav Zimmermann: Wir feiern, wir feiern. Karl Gustav Zimmermann, Garmisch-Partenkirchen, DNB 35104860X.